# Validità (psicologia)
La validità è una delle caratteristiche psicometriche di un test psicologico. Essa esprime il grado di precisione con cui un test riesce a misurare ciò che dichiara di misurare.
Vi sono principalmente due modalità per verificare la validità di un test: attraverso l'esame del contenuto del test e attraverso le correlazioni con altre unità di misura.
Effettuando un'ulteriore suddivisione possiamo ottenere 4 tipi di validità che contribuiscono alla validità complessiva del test.
Se vengono applicati criteri in cui il risultato è espresso in forma numerica, esso è spesso riferito alla correlazione, quindi può assumere valori compresi tra +1 e -1, tenendo conto dell'importanza e del significato che questo indice assume rispetto al costrutto indagato e al metodo utilizzato. 

## Validità di facciata
La validità di facciata (detta anche apparente) è riferita al punto di vista del soggetto cui il test è somministrato, ha a che fare quindi con l'aspetto esteriore del test, con l'impressione che può produrre nell'ipotetico soggetto. Può influire sulla motivazione che un soggetto può applicare nello svolgimento del test. In effetti con la validità di facciata ci si riferisce a ciò che il test sembra misurare piuttosto che a ciò che il test misura realmente.

## Validità di contenuto
Con questo termine ci si riferisce al grado in cui gli elementi di uno strumento di assessment sono rilevanti e rappresentativi del costrutto target per un particolare scopo di valutazione.
La validità di contenuto è un giudizio che, almeno in linea di principio, dovrebbe essere espresso su base quantitativa, per esempio con stime quantitative di rilevanza e rappresentatività. Questo suggerisce che la validità di contenuto dovrebbe essere considerata una caratteristica dimensionale di un test, e non un aspetto qualitativo, come invece comunemente si ritiene.

## Validità di costrutto
Questo indice ci informa su quanto il test è connesso al costrutto che intende misurare e cioè quanto è legato alla formulazione teorica su cui si basa il test. Uno dei requisiti perché un test abbia una buona validità di costrutto è che esso abbia una buona validità concorrente (convergente e discriminante).

### Analisi fattoriale
È una tecnica statistico - matematica che permette di evidenziare delle variabili sottostanti agli item del test che spiegano i risultati dei diversi gruppi di item. Queste variabili latenti sono dette fattori e sono le categorie psicologiche latenti. Alcuni test come i test di personalità sono costruiti facendo un ampio ricorso a questa metodica tanto che i fattori sono le variabili effettive misurate dal test. Un classico riferimento è il test dei cinque grandi fattori della personalità (Big five). L'obiettivo di questo tipo di analisi è infatti quello di capire se diversi item di un test misurano la stessa variabile oppure variabili diverse.

## Validità di criterio
La validità di criterio indica genericamente la possibilità di usare un criterio esterno per saggiare la validità del test rispetto ad esso. Si divide principalmente in validità predittiva (usa la probabilità di un comportamento futuro come criterio) e validità concorrente (usa la somiglianza con altri test come criterio).

### Validità predittiva
La validità predittiva indica quanto un risultato a un test è correlato a un particolare comportamento o evento futuro (connessi in linea teorica col test) riguardante il soggetto. Il costruttore del test (o un altro soggetto interessato) può quindi ipotizzare uno o più comportamenti futuri che secondo lui hanno a che vedere col risultato al test e fare delle ricerche per confermarne la validità predittiva riferita a quei comportamenti. Per esempio, se un test serve a selezionare personale per un particolare ruolo lavorativo, ha senso indagare se, a distanza di tempo, il personale scelto grazie al test ha avuto effettivamente successo in quel ruolo, caso in cui viene confermata un'alta validità predittiva del test per quel particolare ruolo. Riguardo a un test d'intelligenza, se ne può per esempio verificare la validità predittiva riferita al futuro successo scolastico, o riferita al futuro successo lavorativo o in ambito sentimentale.

### Validità concorrente
La validità concorrente indica la correlazione tra risultati al test in esame e risultati ad altri test che misurano lo stesso costrutto o costrutti diversi. Nel primo caso si parla di validità convergente e ci si aspetta una correlazione alta, mentre nel secondo caso si parla di validità discriminante e ci si aspetta una correlazione la più bassa possibile.

## La validità nella ricerca qualitativa
Il concetto di "validità" nella ricerca qualitativa assume connotazioni in parte differenti, e vi viene valorizzato ciò che, solitamente, nella ricerca quantitativa può risultare di ostacolo:
- Gli effetti derivati da elementi di soggettività del ricercatore vengono ricompresi nell'analisi dei dati, e non se ne cerca la totale neutralizzazione (impossibile, secondo i teorici qualitativisti).

- Vengono tenuti in considerazione gli effetti derivanti dai sistemi di significato e dalle pratiche sociali

- Diviene centrale il criterio dell'"utilità" pratica che i risultati possono avere rispetto agli scopi socialmente definiti della ricerca

- Il ricercatore deve essere consapevole che esiste una componente sociale che influenza la validità della sua ricerca: viene introdotto il concetto di "costruzione sociale della validità"

- La validità della ricerca spesso si può aumentare tramite l'utilizzo di diverse metodologie / diverse fonti di validazione (la cosiddetta "tecnica della triangolazione", di Denzin).